# Văn hóa Syria

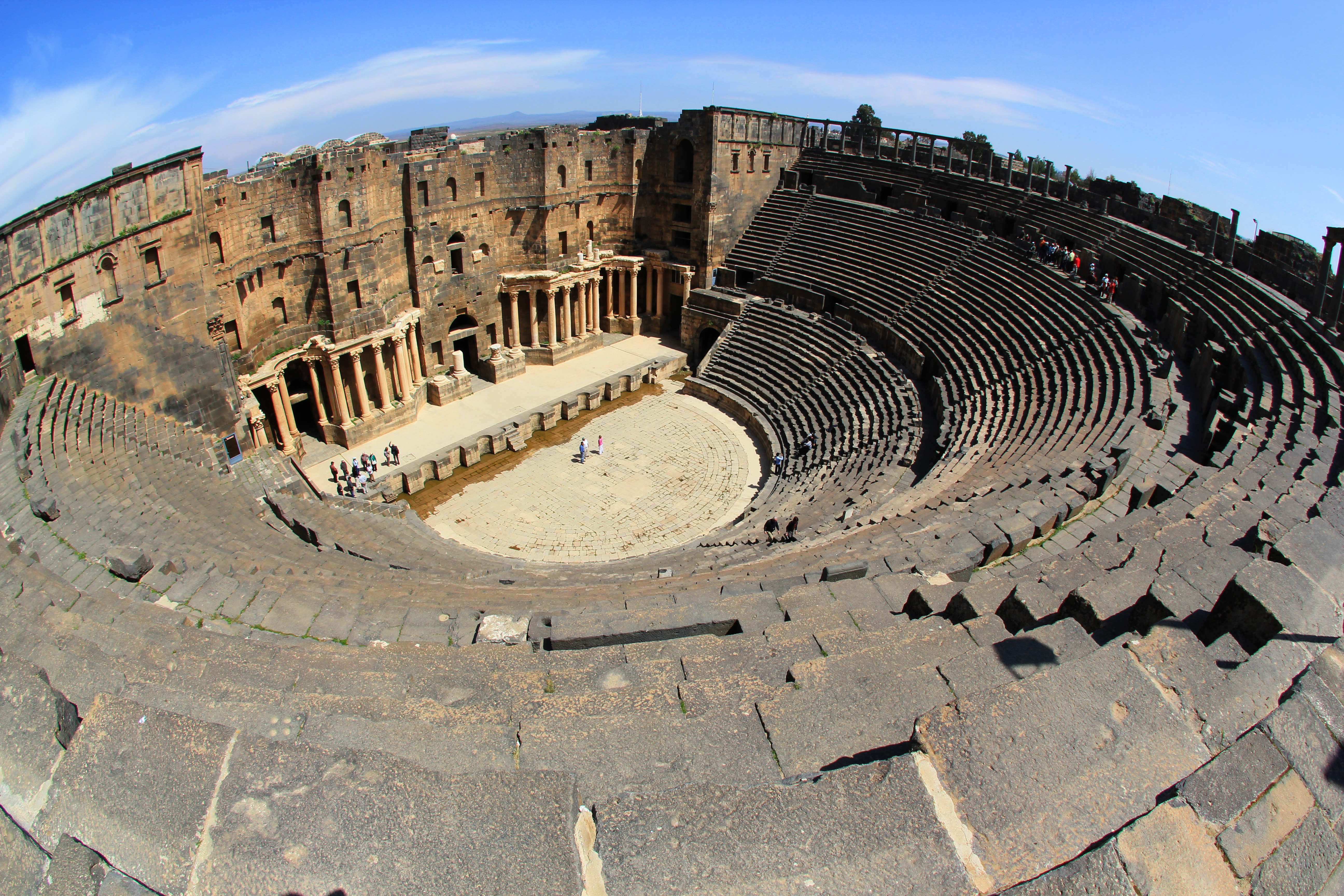
Nhà hát La Mã ở Bosra, một trong những tượng đài được bảo tồn tốt nhất của Syria trong thời La Mã. Lịch sử lâu dài và giàu có của Syria đóng một phần rất lớn trong nền văn hoá của nó.

Syria là một xã hội truyền thống có lịch sử văn hoá lâu dài. Xã hội đặt nặng các vấn đề gia đình, tôn giáo, giáo dục, tự kỷ luật và sự tôn trọng. Xu hướng của người Syria trong nghệ thuật truyền thống được thể hiện bằng các vũ điệu như al-Samah, Dabkeh trong tất cả các biến thể của chúng và vũ điệu thanh kiếm. Nghi lễ hôn nhân là dịp để thể hiện các buổi trình diễn sống động của các phong tục dân gian.
Các giáo sư của thành phố Ugarit (hiện là Ras Shamra) đã tạo ra một bảng chữ cái nêm vào thế kỷ 14 trước Công nguyên. Bảng chữ cái được viết theo thứ tự quen thuộc mà chúng ta sử dụng ngày nay như tiếng Anh, tuy nhiên với các ký tự khác nhau.
Các nhà khảo cổ học đã phát hiện ra nhiều bài viết và bằng chứng về một nền văn hóa cạnh tranh với những người ở Iraq, và Ai Cập trong cũng như xung quanh thành phố cổ Ebla (hiện là Tell Mardikh). Sau đó các học giả và nghệ sĩ Syria đã đóng góp vào tư tưởng Hy Lạp, La Mã và văn hoá. Cicero là một học trò của Antiochus của Ascalon☃☃ tại Athens; và các bài viết của Posidonius của Apameđã☃ bị ảnh hưng  Livy và Plutarch.

## Văn học
Người Syri đã đóng góp cho nền văn học Ả Rập và có một truyền thống đáng tự hào trong thơ ca thuộc văn học viết hay văn học truyền miệng. Các nhà văn Syria đã đóng một vai trò quan trọng trong sự hồi sinh văn học và văn hoá nahda hoặc Arab của thế kỷ 19. Các nhà văn đương đại tiêu biểu của Syria bao gồm Adonis, Muhammad Maghout, Haidar Haidar, Ghada al-Samman, Nizar Qabbani và Zakariyya Tamer.
Từ năm 1918 đến năm 1926, trong khi Syria nằm dưới sự cai trị của Pháp, ảnh hưởng của văn học lãng mạn Pháp bắt nguồn từ các tác giả người Syria, nhiều người đã quay lưng lại với các kiểu mẫu thơ truyền thống của thơ Ả Rập.
Năm 1948, sự phân chia Palestine láng giềng và việc thành lập Israel đã mang lại một bước ngoặt mới trong văn chương Sy-ri. Adab al-Iltizam, "văn học cam kết chính trị", được đánh dấu sâu sắc bởi chủ nghĩa hiện thực xã hội, chủ yếu thay thế xu hướng lãng mạn của những thập kỷ trước. Hanna Mina, bác bỏ tư tưởng nghệ thuật vị nghệ thuật và đương đầu với các vấn đề xã hội và chính trị thời bấy giờ của ông, được cho là nhà tiểu thuyết nổi tiếng nhất của thời đại này. Sau cuộc chiến sáu ngày vào năm 1967, Adab al-Naksa, "văn học thất bại", đã phải vật lộn với những nguyên nhân thất bại của Ả rập.
Đảng Ba'ath cai trị, kể từ cuộc đảo chính năm 1966, đã mang lại sự kiểm duyệt mới. Trong bối cảnh này, thể loại của cuốn tiểu thuyết lịch sử, do Nabil Sulayman, Fawwaz Haddad, Khyri al-Dhahabi và Nihad Siris, đôi khi sử dụng như là một phương tiện để thể hiện sự bất đồng quan điểm, phê bình hiện tại thông qua mô tả quá khứ. Bản tường thuật dân gian của Syria, như một tiểu thể loại của tiểu thuyết lịch sử, được thấm nhuần bởi chủ nghĩa hiện thực huyền diệu, và cũng được sử dụng như một phương tiện chỉ trích che giấu hiện tại. Salim Barakat, một người theo đạo Hồi sống ở Thụy Điển, là một trong những nhân vật hàng đầu của thể loại này. Văn học đương đại Syria cũng bao gồm khoa học viễn tưởng và viễn tưởng tương lai (Nuhad Sharif, Talib Umran), cũng có thể là phương tiện truyền thông phản đối.

## Âm nhạc
Thủ đô của Syria, Damascus, từ lâu đã là một trong những trung tâm của Thế giới Ả Rập cho sự đổi mới văn hoá và nghệ thuật, đặc biệt là trong lĩnh vực âm nhạc Ả Rập cổ điển. Syria cũng đã sản xuất một số ngôi sao Arab. Đó là Asmahan, Farid al-Atrash và ca sĩ Lena Chamamyan. Thành phố Aleppo được biết đến với muwashshah, một hình thức thơ ca Andalous phổ biến bởi Sabri Moudallal, cũng như các ngôi sao nổi tiếng như Sabah Fakhri.
Đồng thời, Syria là một trong những trung tâm cổ nhất của cuộc thánh ca Christian, trong một vở kịch được gọi là thánh ca Syria, tiếp tục là nhạc phụng vụ của một số Kitô hữu Syria khác.
Trước đây có một truyền thống đặc biệt của âm nhạc tôn giáo Do Thái Syria, vẫn còn phát triển trong cộng đồng Syria-Do Thái của New York: Tuần san Maquam, Baqashot và Pizmonim.

## Kiến trúc
Các nhà truyền thống của các thành phố cổ ở Damascus, Aleppo và các thành phố khác của Syria đều được bảo tồn và theo truyền thống thì các khu nhà ở được bố trí xung quanh một hoặc nhiều sân thượng, thường có một đài phun nước ở giữa cung cấp nước suối và được trang trí bằng cây có múi, cây nho, và hoa.
Bên ngoài các khu vực thành thị lớn hơn như Damascus, Aleppo hoặc Homs, các khu dân cư thường tập trung ở những ngôi làng nhỏ hơn. Những tòa nhà này thường khá cũ (có lẽ vài trăm năm tuổi), được truyền lại cho các thành viên trong gia đình qua nhiều thế hệ. Xây dựng nhà ở của bê tông thô và công trình khối thường không sơn, và bảng màu của một ngôi làng Syria do đó đơn giản là màu xám và màu nâu.

## Phương tiện truyền thông
Truyền hình ở Syria được thành lập vào năm 1960, khi Syria và Ai Cập (thông qua truyền hình cùng năm) là một phần của Cộng hòa Ả Rập thống nhất. Truyền hình phát sóng đen trắng cho đến năm 1976. Liên đoàn Ả Rập chính thức yêu cầu các nhà khai thác vệ tinh Arabsat và Nilesat ngừng phát sóng truyền thông Syria vào tháng 6 năm 2012.
Có một sự hiện diện của khu vực tư nhân trong ngành công nghiệp điện ảnh Syria cho đến cuối những năm 1970, nhưng đầu tư tư nhân từ đó đã ưu tiên việc kinh doanh truyền hình nhiều sinh lợi hơn. Các vở opera của Syria, theo nhiều phong cách khác nhau (tất cả đều thuộc về giai điệu), đã có sự thâm nhập thị trường đáng kể trong toàn bộ thế giới Ả rập phía đông.
Các cơ quan chức năng điều hành một số cơ quan tình báo trong đó có Shu'bat al-Mukhabarat al-'Askariyya, sử dụng một số lượng lớn các chiến binh.

## Ẩm thực

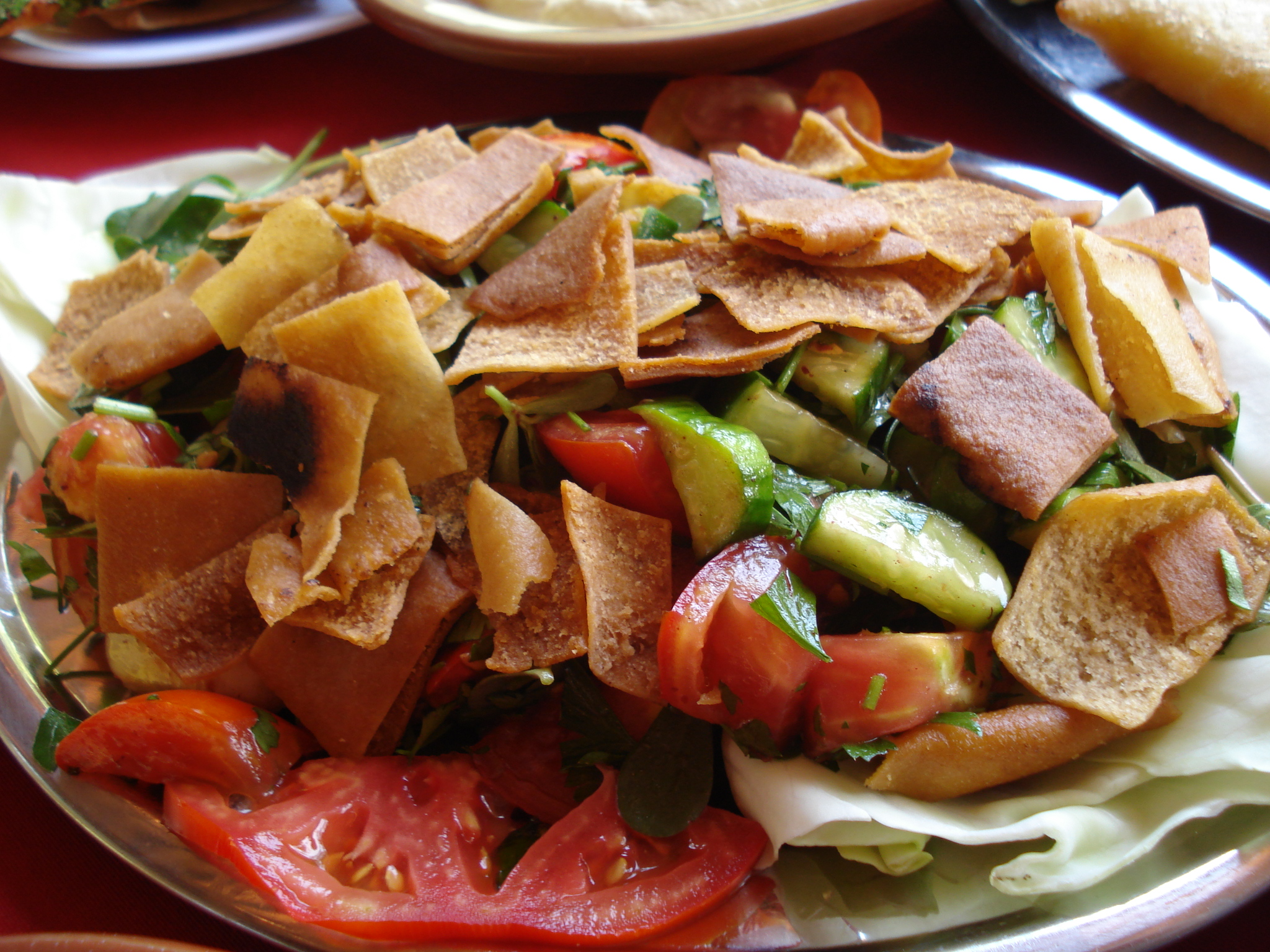
Fattoush,một ví dụ của ẩm thực Syrian

Ẩm thực Syria phong phú và đa dạng trong các thành phần của nó và được liên kết với các khu vực của Syria, nơi một món ăn cụ thể có nguồn gốc. Thực phẩm của người Sy-ri chủ yếu bao gồm các món ăn Địa Trung Hải, Hy Lạp, và Tây Nam Á. Một số món ăn Syria cũng phát triển từ nấu ăn của Thổ Nhĩ Kỳ và Pháp. Món ăn như thịt heo shish, nhồi bông zucchini / yến sào, yabra '(lá nho nhồi, từ yapra' derıves từ chữ Thổ Nhĩ Kỳ 'yaprak' nghĩa là lá).
Các món ăn chính tạo nên các món ăn của Syria là kibbeh, hummus, tabbouleh, fattoush, labneh, shawarma, mujaddara, shanklish, pastırma, sujuk và baklava. Baklava được làm bằng bánh filo chứa đầy các hạt cắt nhỏ và ngâm trong mật ong. Người Syri thường phục vụ các món ăn khai vị, được gọi là meze, trước khi ăn chính. za'atar, thịt bò băm, và phô mai manakish là những món ăn phổ biến. Bánh mì khubz Arabes luôn được ăn cùng với meze.
Người Syri cũng nổi tiếng với pho mát của họ. Pho mát rất phổ biến jibbneh mashallale được làm bằng phô mai đông và được kéo và xoắn lại với nhau. Người Syri cũng làm bánh / bánh quy thường đi cùng pho mát của họ gọi là ka'ak. Chúng được làm từ farina và các thành phần khác, cuộn ra, hình thành các vòng và nướng. Một hình thức của một cookie tương tự được làm đầy với ngày nghiền nát trộn lẫn với bơ, kèm theo mashallale jibbneh.
Đồ uống ở Syria thay đổi tùy thuộc vào thời gian trong ngày và dịp này. Cà phê Ả Rập, hay còn gọi là cà phê Thổ Nhĩ Kỳ, là loại nước nóng nổi tiếng nhất thường được chế biến vào buổi sáng vào buổi sáng hoặc buổi tối. Nó thường được phục vụ cho khách hoặc sau khi ăn. Arak, thức uống có cồn, cũng là một loại đồ uống nổi tiếng phục vụ chủ yếu vào những dịp đặc biệt. Các ví dụ khác về đồ uống của Syri bao gồm Ayran, Jallab, cà phê trắng, và một loại bia địa phương được gọi là Al Shark.

## Thể thao

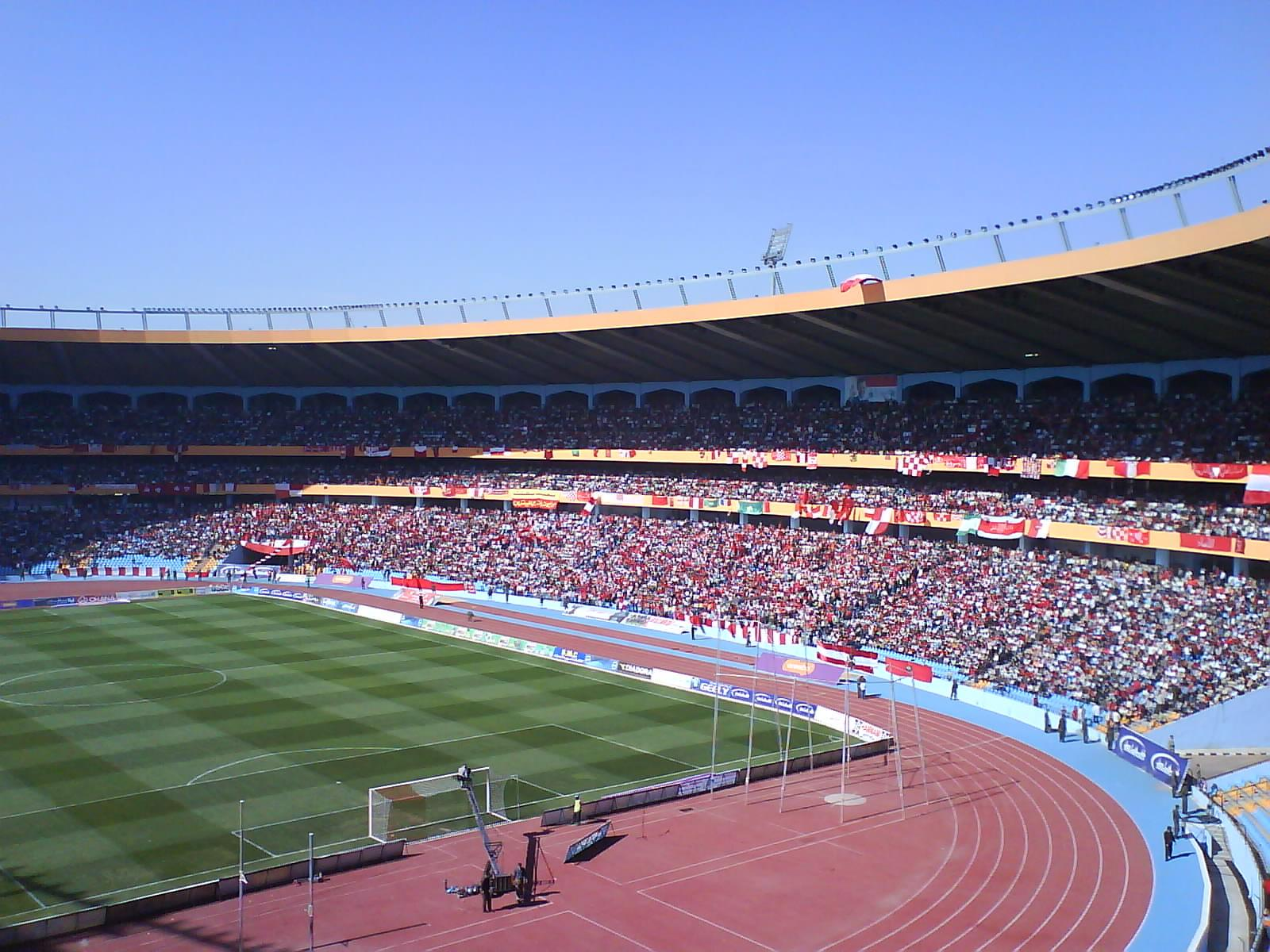
Sân vân động quốc tế Aleppo

Các môn thể thao phổ biến nhất ở Syria là bóng đá, bóng rổ, bơi lội, và quần vợt. Damascus là nơi sinh sống của Cuộc thi Pan Arab lần thứ năm và thứ bảy. Nhiều đội bóng đá nổi tiếng có trụ sở tại Damascus, Aleppo, Homs, Latakia, v.v...
Sân vận động Abbasiyyin ở Damascus là quê hương của đội bóng đá quốc gia Syria. Đội đã được hưởng một số thành công, có đủ điều kiện cho bốn cuộc thi Asian Cup. Đội quốc tế đầu tiên của đội là ngày 20 tháng 11 năm 1949, thua Thổ Nhĩ Kỳ 7-0. Đội bóng đã được FIFA xếp thứ 115 trên thế giới vào tháng 11 năm 2011.

## Hội chợ và lễ hội
| Lễ Hội/Công Bằng                                                     | Thành phố  | Tháng          |
| -------------------------------------------------------------------- | ---------- | -------------- |
| Lễ hội mùa xuân của Hama                                             | Hama       | Tư             |
| Lễ Hội Hoa                                                           | Latakia    | Tư             |
| Lễ Hội Assyria Năm Mới                                               | Qamishli   | Tư             |
| Lễ Hội Nowruz Kurdish Năm Mới                                        | Qamishli   | 21 Tháng Ba    |
| Lễ Hội Truyền Thống                                                  | Palmyra    | Năm            |
| Hội chợ Hoa Quốc tế                                                  | Damascus   | Năm            |
| Liên hoan nhạc Syrian                                                | Aleppo     | Bảy            |
| Lễ Hội Marmarita                                                     | Homs       | Tám            |
| Lễ Hội Farah bellah Murshdi                                          |            | Tám            |
| Lễ hội của le Crac des Chevaliers và Thung lũng Nghệ thuật & Văn hoá | Homs       | Tám            |
| Liên hoan Vine                                                       | As Suwayda | Tháng chín     |
| Lễ hội bông                                                          | Aleppo     | Tháng chín     |
| Hội chợ Quốc tế Damascus                                             | Damascus   | Tháng chín     |
| Lễ hội của tình yêu và hòa bình                                      | Lattakia   | 2-12 Tháng Tám |
| Lễ Hội Bosra                                                         | Bosra      | Tháng chín     |
| Lễ hội Phim ảnh và Hát                                               | Damascus   | Mười Một       |
| Lễ hội văn hóa của Jableh                                            | Jableh     | Bảy            |
| Lễ Hội Jasmine                                                       | Damascus   | Tư             |